# Loi 17 du beach soccer
La loi 17 du beach soccer fait partie des lois régissant le beach soccer, maintenues par l'International Football Association Board (IFAB). La loi 17 se rapporte au coup de pied de coin (corner).

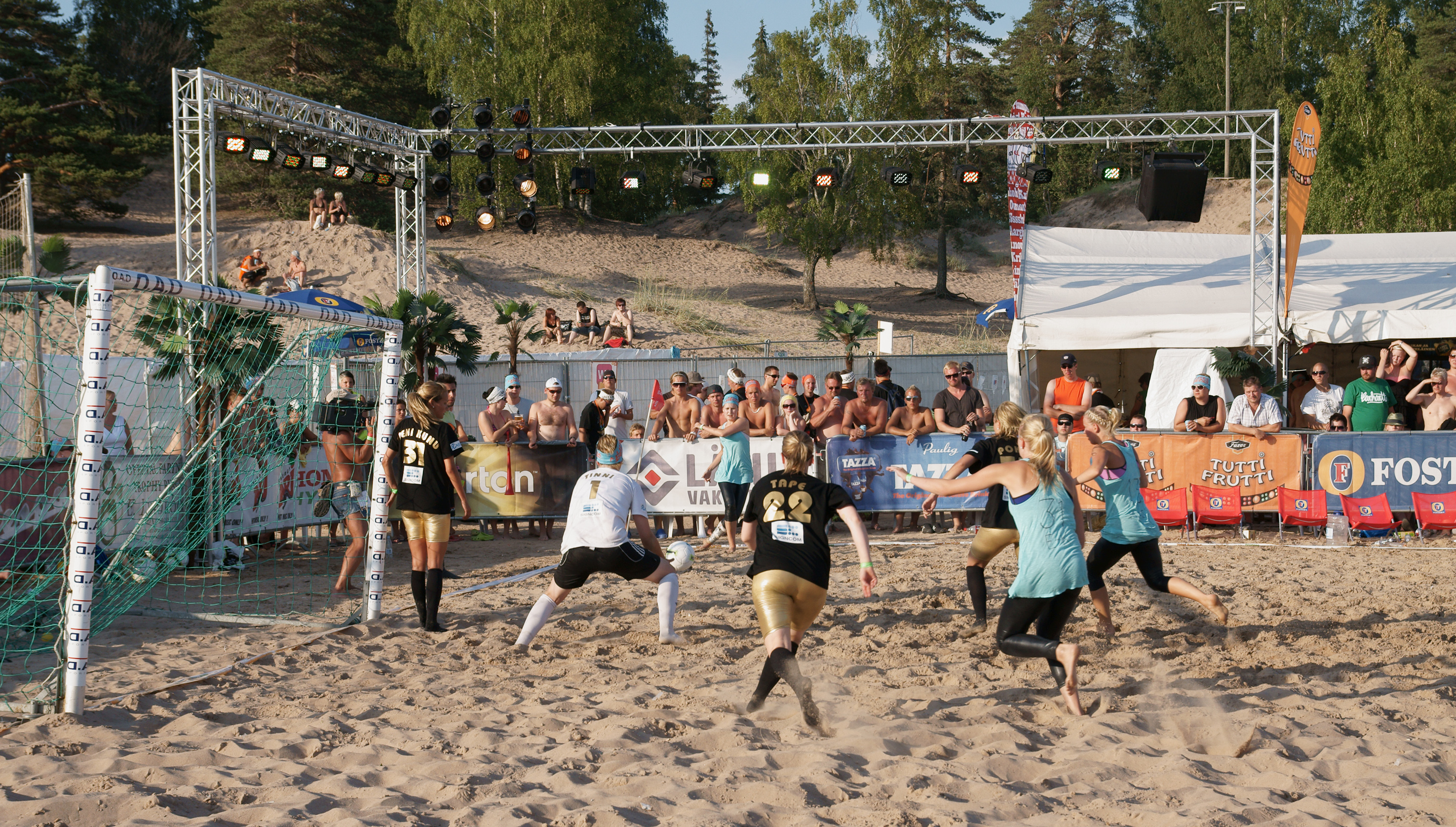
Corner venant d'être tiré au ras du sol.

## Règlement actuel

### Coup de pied de coin
Le coup de pied de coin est une façon de reprendre le jeu. Un coup de pied de coin est accordé quand le ballon, touché en dernier par un joueur de l’équipe en défense, a entièrement franchi la ligne de but, à terre ou en l’air, et sans qu’un but n’ait été marqué conformément à la Loi 10. Un but peut être marqué directement sur coup de pied de coin, mais uniquement contre l’équipe adverse.

### Exécution
Le ballon doit être placé dans un quart de cercle imaginaire d’1 m de rayon, ayant pour centre le pied du drapeau de coin le plus proche de l’endroit où le ballon a franchi la ligne de but. Le joueur qui effectue le coup de pied de coin peut former un petit monticule de sable avec le ballon ou avec les pieds afin de surélever le ballon.
Les joueurs de l’équipe adverse doivent se tenir au moins à 5 m du ballon jusqu’à ce qu’il soit en jeu. Le ballon est en jeu dès qu’il a été botté et est en mouvement.
Le tireur ne peut pas toucher le ballon une seconde fois avant que celui-ci n’ait été touché par un autre joueur et le coup de pied de coin doit être effectué dans les 5 secondes qui suivent le moment où le tireur a pris possession du ballon.

### Infractions et sanctions
Un coup franc direct est accordé à l’équipe adverse sur le point central imaginaire si le joueur exécutant le coup de pied de coin joue le ballon une seconde fois avant que celui-ci n’ait été touché par un autre joueur.
Le gardien de but adverse remettra le ballon en jeu par une sortie de but si le coup de pied de coin n’a pas été effectué dans les 5 secondes qui ont suivi le moment où le tireur a pris possession du ballon.
Si, à l’occasion d’un coup de pied de coin, le tireur envoie le ballon directement dans son propre but, un coup de pied de coin est alors accordé à l’équipe adverse. Si le ballon entre directement dans le but adverse, le but est validé.
Pour toute autre infraction à la présente Loi, le coup de pied de coin doit être rejoué.